# Pseudozethus confusus
Pseudozethus confusus är en stekelart som beskrevs av Giordani Soika. Pseudozethus confusus ingår i släktet Pseudozethus och familjen Eumenidae. Inga underarter finns listade i Catalogue of Life.